# 236P/LINEAR
236P/LINEAR è una cometa periodica appartenente alla famiglia delle comete gioviane; la cometa è stata scoperta il 28 ottobre 2003 e ritenuta un asteroide, e come tale denominato 2003 UY275, il 30 novembre 2003 veniva scoperto che in effetti era una cometa, la sua riscoperta il 20 maggio 2010 ha permesso di numerarla. Il suo nucleo ha un diametro di 3,2 km.